# Bandeira do Forte Sumter

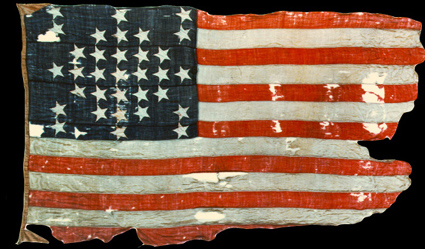
Bandeira da tempestade hasteada no Forte Sumter

Reprodução digital da bandeira de Forte Sumter

A Bandeira de Forte Sumter é uma bandeira histórica dos Estados Unidos com um padrão distintivo de 33 estrelas em forma de diamante. Quando o mastro principal foi derrubado por um tiro durante o bombardeamento de Forte Sumter pelas forças confederadas, Peter Hart apressou-se tentando recuperar a bandeira e a montá-la de novo num mastro improvisado. A bandeira foi retirada pelo Major Robert Anderson em 13 de abril de 1861, quando este rendeu o Forte Sumter, no porto de Charleston, Carolina do Sul, no início da Guerra Civil Americana.
Anderson levou a bandeira para a cidade de Nova Iorque para um comício patriótico a 20 de abril de 1861, onde foi hasteada na estátua equestre de George Washington, na Union Square. Mais de 100.000 pessoas encheram a Union Square, em Manhattan, naquela que foi, segundo alguns relatos, a maior reunião pública do país até então. A bandeira foi depois levada de cidade em cidade, de cidade em cidade, por todo o Norte, onde era frequentemente "leiloada" para angariar fundos para o esforço de guerra. Qualquer cidadão patriota que ganhasse a bandeira num leilão deveria doá-la imediatamente à nação, e ela seria imediatamente levada para o próximo comício para repetir a sua magia de angariação de fundos. A bandeira foi um símbolo patriótico amplamente conhecido pelo Norte durante a guerra.
Em 14 de abril de 1865, quatro anos e um dia após a rendição e como parte da celebração da vitória da União, Anderson (na altura um major-general aposentado e doente), hasteou a bandeira em triunfo sobre os restos maltratados do forte. O autor Shelby Foote cita Anderson como tendo dito: "Agradeço a Deus por ter vivido para ver este dia", enquanto tomava nas mãos as adriças do mastro da bandeira.
O reverendo Henry Ward Beecher foi o principal orador da celebração de 1865 e fez um longo discurso, como era costume na altura. Ele disse em conclusão:
"Neste dia solene e alegre, erguemos de novo à brisa a bandeira dos nossos pais, agora, de novo, o estandarte dos Estados Unidos, com a fervorosa oração de que Deus a coroe de honra, a proteja da traição e a envie aos nossos filhos.... Terrível na batalha, que seja benéfico na paz [e] enquanto o sol durar, ou as estrelas, que acene sobre uma nação nem escravizada nem escravizante.... Levantamos a nossa bandeira e dedicamo-la à paz, à União e à liberdade, agora e para sempre."
- Rev. Henry Ward Beecher
Mais tarde, nessa noite, o Presidente Lincoln seria baleado no Teatro Ford.
De acordo com um artigo de 1892 de Edward David no The Evening Star (Washington, D.C.), a guarnição dos Estados Unidos no Forte Sumter tinha uma bandeira da guarnição e uma bandeira da tempestade. David escreveu: "A bandeira da guarnição que flutuava sobre Sumter durante o bombardeamento está em farrapos no que diz respeito às riscas, mas nem uma estrela da sua união foi tocada. A bandeira da tempestade está em melhor estado de conservação do que a bandeira da guarnição". Ambas estavam na posse de Eliza B. Anderson, viúva de Robert Anderson, e ela permitiu que David as desenhasse para o seu artigo. Quatro anos mais tarde, enviou-lhe um fragmento da bandeira da guarnição. Após a sua morte em 1905, as suas filhas cumpriram uma ordem no seu testamento para que as bandeiras de Sumter "fossem devolvidas ao país, o seu guardião adequado, quando eu já não estivesse", quando as apresentaram ao então Secretário da Guerra William Howard Taft.
Em 19 de setembro de 2023, a Bandeira da Tempestade de Forte Sumter foi retirada da exposição pública por tempo indeterminado para ser conservada pelo museu do National Park Service no forte. Existem réplicas comerciais da bandeira.